# Mihaela Melinte
Mihaela Melinte (Bacău, 27 marzo 1975) è un'ex martellista rumena, campionessa mondiale ed ex primatista mondiale.

## Biografia
Fin da junior ha dominato la scena mondiale femminile del martello, stabilendo il record del mondo per la categoria. Dal 1999 ha vantato con 76,07 m il record del mondo finché Tat'jana Lysenko non ha migliorato il primato nel luglio del 2005.
Dodici volte campionessa nazionale rumena, Mihaela Melinte ha vinto due ori alle Universiadi (il primo nel 1997, l'altro due anni dopo) ed è stata anche una campionessa europea e mondiale, ma non ha mai partecipato alle Olimpiadi. 
Dal 2000 al 2002 è stata squalificata per doping perché trovata positiva al nandrolone, cosa che le ha compromesso la partecipazione ai Giochi olimpici di Sydney. Ha ripreso poi le competizioni, ma non ha mai riconfermato gli standard del passato.

## Record nazionali

### Seniores
- Lancio del martello: 76,07 m ( Rüdlingen, 29 agosto 1999)

## Progressione

### Lancio del martello
| Stagione | Risultato | Luogo          | Data      | Rank. Mond. |
| -------- | --------- | -------------- | --------- | ----------- |
| 2009     | 69,57 m   | Bucarest       | 12-7-2009 | 38ª         |
| 2008     | 68,86 m   | Argos Orestiko | 19-7-2008 | 49ª         |
| 2007     | 68,07 m   | Bucarest       | 28-7-2007 | 54ª         |
| 2006     | 70,68 m   | Bucarest       | 10-6-2006 | 25ª         |
| 2005     | 71,95 m   | Mersin         | 26-2-2005 | 14ª         |
| 2004     | 71,26 m   | Bucarest       | 7-8-2004  | 16ª         |
| 2003     | 71,99 m   | Firenze        | 22-6-2003 | 6ª          |
| 2000     | 72,19 m   | Mersin         | 29-3-2000 | 2ª          |
| 1999     | 76,07 m   | Rüdlingen      | 29-8-1999 | 1ª          |
| 1998     | 73,14 m   | Poiana Braşov  | 15-7-1998 | 2ª          |
| 1997     | 71,24 m   | Rüdlingen      | 17-8-1997 | 2ª          |
| 1996     | 69,42 m   | Cluj-Napoca    | 12-5-1996 | 2ª          |
| 1995     | 66,86 m   | Bucarest       | 4-3-1995  | 2ª          |
| 1994     | 65,48 m   | Bucarest       | 25-2-1994 | 3ª          |
| 1993     | 62,52 m   | Bucarest       | 8-8-1993  | 3ª          |
| 1992     | 58,70 m   | Bucarest       | 25-6-1992 | 4ª          |

## Palmarès
| Anno | Manifestazione   | Sede             | Evento              | Risultato | Prestazione | Note |
| ---- | ---------------- | ---------------- | ------------------- | --------- | ----------- | ---- |
| 1997 | Europei under 23 | Turku            | Lancio del martello | Oro       | 70,26 m     |      |
| 1997 | Universiadi      | Catania          | Lancio del martello | Oro       | 69,84 m     |      |
| 1998 | Europei          | Budapest         | Lancio del martello | Oro       | 71,17 m     |      |
| 1999 | Mondiali         | Siviglia         | Lancio del martello | Oro       | 75,20 m     |      |
| 1999 | Universiadi      | Palma di Maiorca | Lancio del martello | Oro       | 74,24 m     |      |
| 2003 | Mondiali         | Parigi           | Lancio del martello | 6ª        | 68,69 m     |      |
| 2005 | Mondiali         | Helsinki         | Lancio del martello | 10ª       | 64,31 m     |      |
| 2007 | Mondiali         | Osaka            | Lancio del martello | 32ª (q)   | 62,40 m     |      |